# Murabbaʿat 115
Murabbaʿat 115 (abgekürzt: Mur115) ist die Bezeichnung für einen antiken Papyrus aus dem Wadi Murabbaʿat. Es handelt sich dabei um einen in griechischer Sprache abgefassten jüdischen Ehevertrag (Ketubba).
Der Papyrus wurde 1951/1952 im Wadi Murabbaʿat (hebr. Nahal Deragot) am Nordwestufer des Toten Meeres, damals Jordanien, entdeckt. Er ist eines von 174 antiken Dokumenten, die dort in fünf Höhlen gefunden wurden, teils von Beduinen, teils in offiziellen Ausgrabungen.
Der Papyrus ist der größte aller im Wadi Murabbaʿat gefundenen Papyri. Ein großes Fragment (32 × 16 cm) enthält auf der Vorderseite (Rekto) Teile von 22 Zeilen (die ersten fünf fast komplett). Auf etwa 40 weiteren kleinen Fragmenten sind nur einzelne Buchstaben erhalten, von denen nur wenige zu ganzen Wörtern ergänzt werden können.
Bei dem Papyrus handelt es sich um einen jüdischen Ehevertrag (Ketubba), in dem die Mitgift (200 Denare), die Rechte der Frau im Fall des Todes des Mannes, die Erbfolge der Kinder sowie die Rechte der Kinder, insbesondere der ledigen Töchter, festgelegt werden. In zwei Punkten unterscheidet sich dieser Ehevertrag von der üblichen Form: Er ist auf Griechisch geschrieben, nicht auf Aramäisch. Die beiden Ehegatten waren schon einmal miteinander verheiratet, die Ehe war geschieden worden und wurde mit diesem Dokument erneut geschlossen, was nach Dtn 24,1-4  nur erlaubt war, wenn die Ehefrau nicht zwischenzeitlich mit einem anderen Mann verheiratet war.
Das Dokument ist eine Doppelurkunde, das heißt, „daß derselbe Text zweimal untereinander auf ein und denselben Papyrus geschrieben wurde, u.z. so, daß zwischen den beiden Texten ein leerer Raum von ca. 2-3 cm Breite gelassen war; der obere Schrifttext wurde dann zusammengerollt, mit Papyrusfäden […] gebunden und versiegelt, während der untere Text nur zusammengefaltet wurde, damit er leicht nachgelesen werden konnte.“
Auf der Rückseite (Verso) solcher Dokumente befinden sich, üblicherweise vertikal auf dem unteren Teil geschrieben, die Unterschriften der Brautleute, der Zeugen und eventuell des Schreibers. Es sind nur die Anfänge von drei Unterschriften erhalten.
Der Bräutigam ist „El(e)aios, Sohn des Simon, aus Galoda bei Akrabatta, wohnhaft in Baitoa/orda/o(is) bei Gophna“. Galoda ist das Dorf Jalud im heutigen Westjordanland, etwa 18 km südlich von Nablus. Baitoa/orda/o(is) (die genaue Lesung ist unsicher) ist aus anderen Quellen unbekannt und konnte nicht identifiziert werden. Die Braut ist „Salome, Tochter des Johannes Galgula“ oder, weniger wahrscheinlich, „Salome, Tochter des Johannes, des Sohnes des Galgula“.
In den ersten Zeile sowohl des oberen als auch des unteren Textes ist die Datierung nach dem julianischen Kalender erhalten: „am 14. Tag vor den November-Kalenden, im 7. Jahr des Kaisers Trajanus Hadrianus Caesar Augustus, unter den Konsuln Manius Acilius Glabrio und Bellicius Torquatus“, also am 19. Oktober 124 n.  Chr. Danach findet sich das Datum nach dem makedonischen Kalender „15. Dystros“, welches aber nach keinem bekannten System (die makedonischen Monatsnamen wurden in verschiedenen Gegenden unterschiedlich mit römischen, ägyptischen oder jüdischen Monaten identifiziert) mit der julianischen Datierung in Einklang gebracht werden kann.
In Zeile 2 ist der Ort angegeben, an dem das Dokument ausgestellt wurde: Baitobaissaias (Beit Bassa, eventuell Chirbet Beit Bassa, 3  km nordwestlich von Herodium, 2  km südöstlich von Bethlehem).